# تأثیر زبان عربی بر زبان فارسی
به دنبال تسخیر ایران به‌دست عرب‌های مسلمان که حدود دو قرن به طول انجامید، به تدریج زبان عربی جای زبان پهلوی (پارسی میانه) را گرفت. پس از آن‌که کتاب‌های پهلوی را ایرانیان مسلمان‌شده به عربی ترجمه کردند، کم‌کم، زبان عربی به زبان اهل قلم، نویسندگان، شاعران و فیلسوفان تبدیل شد و کاتبان و میرزاها نیز زبان عربی را برای انجام کارهای خود برگزیدند. در این دوره به تدریج، وام واژه‌های عربی زیادی وارد زبان فارسی شد و برخی واژه‌های پارسی نیز به زبان عربی راه یافت. با وجود این، ورود واژه‌های عربی به فارسی سبب دگرگونی کامل ساختار دستوری زبان پارسی نشد. در سده‌های اخیر کوشش‌های مقطعی برای پالودن زبان فارسی از واژه‌های عربی انجام شد؛ به‌ویژه در دوران پهلوی تلاش‌های سازمان‌یافته‌ای در این زمینه صورت گرفت.
بسیاری از تأثیرات زبان عربی بر زبان فارسی از آنجایی حاصل می‌گردند که در الفبای زبان عربی چهار حرف «گ چ پ ژ» وجود ندارد؛ و عرب‌زبان‌ها، به جای این ۴ حرف، بیشتر حرف‌های «ف ک ز ج، تش، ق» را استفاده می‌کنند؛ و همچنین حرف «ک» از زبان فارسی را نیز گاهی با حرف «گ» به‌صورت یکسان معرب می‌سازند.
درمورد «و» فارسی نیز عموماً آن را به «ف» تبدیل می‌کنند؛ به‌کار نبردن این حرف‌ها به‌خودیِ خود در یک زبان ایراد به‌شمار نمی‌رود، اما پس از ورود اسلام به ایران، الفبای عربی برای نوشتن خط فارسی به‌کار گرفته شد. هجوم زبان عربی باعث ایجاد تغییراتی در زبان فارسی شد و سبب فراموشی و گاهی نابودی برخی از واژه‌های ایرانی شده‌است.
این دگرگونی در زبان فارسی تا آن اندازه گسترش یافته که حتی نام زبان «پارسی» به «فارسی» تغییر یافته‌است.
برخی از لغات تغییر یافته در زبان پارسی، به‌دلیل نبودِ گ چ پ ژ در زبان عربی:
- واژه‌های با واج «گ» (مانند گرگانی = جرجانی، زنگان = زنجان)
- واژه‌های با واج «چ» (مانند چمکران = جمکران، چاچ‌رود = جاجرود)
- واژه‌های با واج «پ» (مانند پارس = فارس، پردیس = فردوس، پیل = فیل، سپید = سفید، اسپند = اسفند، اسپ = اسب، اِسپَنج = اِسفَنج)
- واژه‌های با واج «ژ» (کژ = کج، لاژورد= لاجورد، نماژ = نماز)
- همچنین بسیاری از لغات فارسی که دارای واج‌های «گ چ پ ژ» بوده‌اند به‌جای دگرگونی در یک واج، به‌صورت یکپارچه با واژهٔ عربیِ دیگری جایگزین شده‌اند. (مانند کژدم>> عقرب، ژرفا>> عُمق، آرامگاه>> مقبره، واژه>> کلمه)

خط پارسی کنونی، فارسی‌شدهٔ خط عربی /کوفی و بصری (حیره) است که چهار حرف «پ»، «ژ»، «گ» و «چ» بدان افزوده شده‌است. خط حیره یا کوفی متأثر از خط پهلوی و اوستایی بوده‌است.
در یک تجربهٔ آزمایشی دایرهٔ کلمات مصنوعات فرهنگی، در میان چهار نمونه از چهار زبان با کلمات عربی، ۵۲ درصد کلمات اسپانیایی از زبان عربی اقتباس شده‌بود و این میزان در زبان پارسی تنها ۱۴ درصد بوده‌است. اما بر اساس این تجربهٔ آزمایشی، میزان کلمات عربی در زبان فنیِ اسپانیایی در زندگی روزمره، ۸ درصد و در زبان پارسی ۲۴ درصد بود.

ژان پِری می‌افزاید: اغلب واژگان عربی که در فارسی کاربرد دارند، به‌عنوان مترادف به‌کار می‌روند؛ برای نمونه، واژه «مریضِ» عربی با «بیمارِ» پارسی که می‌توانند یا در بسیاری از موارد به پارسی ترجمه شوند یا پیشتر ترجمه شده‌اند؛ همچون «تعلیم» که به «آموزش» تبدیل شده‌است.

## پیشینه تازی‌گرایی
پس از آنکه عرب‌های مسلمان بر ایران دست یافتند، سرانجام در زمان خلافت اموی، نخستین بار با فرمان حجاج بن یوسف ثقفی فرماندار عراق و سپس همه نیمه شرقی خلافت اسلامی اموی در زمان عبدالملک بن مروان، در سال ۶۹۷ میلادی، زبان نوشتاری پهلوی از دیوان (فهرست باج و جزیه) زدوده و عربی جایگزین آن شد تا دامنه گسترش زبان و فرهنگ عربی دیوانسالاری را نیز دربرگیرد. بدین‌گونه دبیران و دیوان‌سالاران عراق، ناگزیر عربی را برای نگهداری آمار باج و خراج برگزیدند.

## راه آغازین برای بازیابی زبان فارسی
در خراسان بزرگ که فرایند پذیرش جزیه (مالیات اهل کتاب) و خراج (مالیات زمین) به گونهٔ آشتی‌جویانه روی داده و به اندازه پایدار سالانه‌ای مرزبندی شده بود، از آنجا که گردآورندگان آن بومی بوده و با پیشوایان دینی زرتشتی _که همچنان به پهلوی می‌نوشتند_ همکاری می‌کردند، چنین نکردند و این روند تا پایان خلافت اموی رخ نداد؛ حتی تلاش‌های نصر بن سیار نیز در این زمینه ناکام ماند. با آنکه زبان گفتاری مردمان ایران همچنان فارسی ماند، پس از آنکه برای پاسداری از فرهنگ ایرانی کتاب‌های پهلوی به‌دست ایرانیان مسلمان‌شده به عربی ترجمه‌شد، کم‌کم زبان عربی به زبان نوشتاری نویسندگان، شاعران و فیلسوفان تبدیل شد. در این دوره، اندک‌اندک بسیاری از واژه‌های عربی وارد زبان فارسی شد و برخی واژه‌های فارسی نیز به زبان عربی راه یافت؛ دسته‌ای از واژگان فارسی نیز با دگرگونی‌هایی به‌سان واژه‌سازی عربی دوباره به نوشته‌های فارسی راه گشودند.

## بازیابی زبان فارسی پس از ورود زبان عربی
یعقوب لیث صفاری سرایندگان دربار خود را به فارسی سرودن به جای عربی سرایی واداشت. ابوعلی بلعمی وزیر دانشمند سامانی بود که با ترجمه تاریخ طبری (تاریخ بلعمی) و برانگیختن، زمینه‌سازی و همکاری در نخستین ترجمه فارسی قرآن با ترجمه تفسیر طبری این روال را پاس داشت و گسترانید. پس از وی فردوسی در شاهنامه این روند را به اوج رسانید. در این راه با رویکرد برابرسازی و واژه سازی، تلاشها در زمینه پیراستن زبان پارسی از واژگان عربی به دست دانشمندانی مانند ابن سینا (در دانشنامه علایی/رساله ای در شناخت نبض/رساله ای در ماهیت نفس/ظفرنامه)، ابوریحان بیرونی (کتاب دوزبانه التفهیم فی صناعه التنجیم) روی داد و شاگردان ابن سینا همچون مترجم گمنام رساله حی بن یقظان، ابوعبید جوزجانی (دنباله دانشنامه علایی) و دیگران پس از وی مانند ناصرخسرو (زاد المسافرین، جامع الحکمتین، وجه دین، گشایش و رهایش)، بابا افضل کاشانی (مدارج الکمال، ره انجام‌نامه، ساز و پیرایهٔ شاهان پرمایه ، ...) غزالی (کیمیای سعادت)، خواجه نصیر توسی (اخلاق ناصری) آن را دنبال کردند.

## جایگاه کاربرد واژه‌های عربی در زبان فارسی
برابر برخی آمارهای نیازمند بررسی، در گفتگوهای روزانه ۱۰–۱۵٪ واژه‌ها خاستگاه عربی دارند. در زبان نوشتاری این نرخ وام‌واژه‌های عربی به ۲۵٪ می‌رسد و در واژه‌نامه‌ها این بسامد نزدیک به ۴۰٪ از واژگان زبان فارسی را دربر می‌گیرد؛ گرچه بسیاری از آن‌ها خود ریشه در پارسی میانه و گاه اوستایی داشته و پیشتر در زمان ساسانیان (گاهی به میانجی زبان آرامی) و سپس در دوران نویسندگان ایرانی آغاز دوران اسلامی با دگرگونی‌هایی به زبان فارسی راه پیدا کرده‌اند. شمار فراوانی از آنها نیز که در واژه‌نامه‌هایی همچون لغتنامه دهخدا یا برهان قاطع آمده‌اند، سالهاست که کاربرد خود را از دست داده‌اند. در این میان، بسیاری واژه‌ها نیز تنها در چند کتاب انگشت‌شمار کهن از نوشته‌های سخت و پیچیده روزگار گذشته (نثر مصنوع و مزیّن یا فنی و متکلف) مانند مرزبان‌نامه، یکی از ترجمه‌های کلیله و دمنه نوشته نصرالله منشی یا نوشته‌های تازه‌تری مانند جهانگشای نادری و درّه نادره نوشته میرزا مهدی منشی استرآبادی آمده و با آنکه دورافتاده و کم‌کاربرد بوده‌اند، در واژه‌نامه‌هایی همچون لغتنامه دهخدا و برهان قاطع فهرست شده‌اند، ولی در زمان خود نیز کاربرد چندانی نداشته‌اند.

## دگرگونی زبان فارسی پس از ورود زبان عربی
هر زبانی بر حسب نیازهای خود، واژه‌هایی از زبان‌های بیگانه به وام می‌گیرد. این وامگیری نه تنها به خودی خود، خطری برای زبان وام‌گیرنده نیست، بلکه به پختگی و باروری آن نیز می‌افزاید. چنانچه در طی چهارده سده، ده‌ها هزار واژه و اصطلاح به تدریج از زبان عربی وارد زبان فارسی شده‌است و توانایی آن را برای بیان ظریفترین دقایق فکری و معنوی و هماهنگی با پیچیده‌ترین مسائل فرهنگی و علمی جهان فراهم کرده‌است.
با این همه، اگر ورود واژه‌های بیگانه به زبان، انبوه باشد و مهم‌تر از آن اگر هر واژه نه به‌تنهایی، بلکه همراه مشتقّات و ترکیبات خود در زبان نفوذ کند، ممکن است ساخت واژگان را تغییر دهد و اشتقاق واژه‌ها در زبان وام‌گیرنده تابع زبان وام‌دهنده شود. مانند واژه‌های نزاکت که از روی کلمهٔ «نازک» فارسی و فلاکت که ظاهراً از روی «فلک‌زدگی» در فارسی ساخته شده‌است یا برخی از واژه‌های فارسی مانند «کفش، کلاه، و مُهر» که به پیروی از قواعد عربی به صورت صیغهٔ مبالغهٔ «کفاش» و اسم مفعول «مکّلا» و «ممهور» درآمده است.
نفوذ زبان‌های بیگانه، به‌ویژه از آنجا باعث نگرانی است که دگرگونی‌های ساختی به بار آورد؛ یعنی در دستور زبان نفوذ کند. برخی از قواعد دستوری زبان عربی، علاوه بر تأثیراتی که در مقالهٔ «کاربردهای نادرست قواعد عربی در فارسی» آمده‌است، تأثیرهای صرفی دیگر مانند نشانه‌های جمع عربی هم در زبان فارسی داشته‌اند.

## اثرات قاعده‌های عربی
قانون‌ها و قاعده‌های (دستور زبان) زبان عرب نیز بر فارسی اثر بسیاری گذاشته‌است؛ یکی از آن‌ها استفادهٔ جمع مکسر عربی است (مانند: ادویه، اَشرِبه، اغذیه، اساتید، بَساتین، دَساتیر، خوانین، دهاقین، بازارات، اساطیر، عشاق، میادین، اکراد، افاغنه، به‌ترتیب به‌جای دواها، شربت‌ها (نوشیدنی‌ها)، غذاها، استادان، بستان‌ها، دستورها، خان‌ها (یا خانان)، دهقان‌ها (یا دهقانان)، بازارها، استوره‌ها، عاشق‌ها (یا عاشقان)، میدان‌ها، کردها، افغان‌ها، که همگی با افزودنِ «ها» جمع بسته می‌شوند نه به‌صورت جمع مکسر عربی.
علامت جمع در فارسی «ها» و «ـان» و در محاوره در اکثر موردها، فقط «ـا» است، مانند: افغانیا، کُردا، بلوچا، مردا، خیابونا.

### نشانه‌های جمع عربی
امروزه فارسی‌زبانان ناچارند که در کنار نشانه‌های جمع فارسی (یعنی «ان» و «ها»)، نشانه‌های جمع عربی را نیز بیاموزند؛ به‌ویژه جمع با «ین» در معلّمین (معلمان)، مورّخین (مورخان)، محققّین (محققان)، مسافرین (مسافران) و مترجمین (مترجمان)؛ جمع با «ون» مانند روحانیون (روحانیان) و اجتماعیون (اجتماعی‌گرایان)؛ و جمع با «ات» در روحیات (روحیه‌ها)، تأثیرات (تاثیرها) و الزامات (الزام‌ها).
این شیوهٔ جمع بستن عربی حتی به واژه‌های فارسی نیز کشیده شده‌است، مانند: ویرایشات (ویرایش‌ها)، گزارشات (گزارش‌ها)، و بازرسان (بازرسان)؛ که البته جمع بستن واژه‌های فارسی با نشانه‌های عربی اشتباه است. حتی کاربرد جمع مکسّر عربی را در برخی واژه‌های فارسی نیز می‌بینیم، مانند دهاقین (دهگانان)، بساتین (بستان‌ها)، اساتید (استادان)، دراویش (درویشان)، فرامین (فرمان‌ها)، رنود (رندان)، بنادر (بندرها)، اکراد (کردان) و غیره. زمانی در دورهٔ صفویه، حتی «توپ و باروت» را نیز به «اتواپ و بواریت» جمع می‌بستند.
امروزه شیوهٔ جمع فارسی در حال برگشتن به سادگی نخستین خود (جمع به «ان» و «ها»)است. جز در مورد جمع به «ات» که در کنار واژه‌های پیشین مانند «دستورات (دستورها)، دهات (ده‌ها)، سفارشات (سفارش‌ها)، فرمایشات (فرمایش‌ها)، نوشتجات (نوشته‌ها)، سبزیجات (سبزی‌ها)» و ده‌ها نمونهٔ دیگر، واژه‌هایی مانند گزارشات (گزارش‌ها)، نگارشات (نگارش‌ها)، ویرایشات (ویرایش‌ها)، آزمایش‌های (آزمایش‌ها)، و گرایشات (گریش‌ها) هم شنیده می‌شود.

## جمع‌بندی
با این همه، رابطهٔ زبان عربی و فارسی در طیّ سده‌های گذشته، بیشتر به صورت رابطه‌ای دوستانه و زاینده بوده‌است. گذشته از این، زبان عربی تا جایی که توانسته‌است بر زبان فارسی تأثیر گذاشته‌است و بعید است که در آینده بیش از این تأثیر کند. همچنین بسیاری از واژگان عربی که در فارسی کاربرد دارند، اکنون دارای مترادف فارسی نیز هستند؛ برای نمونه، واژه «مریضِ» عربی به «بیمارِ» فارسی یا «تعلیم» که به «آموزش» تبدیل شده‌است. خطری که امروزه زبان فارسی را تهدید می‌کند از سوی زبان‌های غربی (مانند انگلیسی) است؛ که در زمینهٔ وام‌واژه‌ها و مهم‌تر از آن گرته‌برداری (در سه شکل «اصطلاحات و ترکیبات»، «معنایی» و «نحوی») زبان فارسی را تهدید می‌کند.